# Rhembobius quadristriatus
Rhembobius quadristriatus är en stekelart som först beskrevs av Tohru Uchida 1956.  Rhembobius quadristriatus ingår i släktet Rhembobius och familjen brokparasitsteklar. Inga underarter finns listade i Catalogue of Life.